# Frenzy
Frenzy är brittisk thriller från 1972 i regi av Alfred Hitchcock. Filmen är baserad på Arthur La Berns bok Goodbye Piccadilly, Farewell Leicester Square från 1966. I huvudrollerna ses Jon Finch, Barry Foster och Alec McCowen.

## Handling
I London härjar en mördare som begår morden genom att strypa kvinnor med slips. Richard är en man som blir anklagad för morden. Men egentligen är det Richards vän Rusk som är mördaren. Mannen som är oskyldigt misstänkt och jagad är ett välbekant motiv i Hitchcocks filmer.
Slipsmorden har blivit en symbol för den här filmen, som även innehåller våldtäkter och seriemördare.

## Om filmen
Filmen hade svensk premiär den 17 juli 1972 på biograferna Chinateatern och Palladium i Stockholm. Filmen fick senare ny svensk titel: Vanvett.
Frenzy har visats i SVT, bland annat 1996, 2015 och 2017.

## Rollista i urval
- Jon Finch – Richard Ian "Dick" Blaney
- Alec McCowen – Poliskommissarie Oxford
- Barry Foster – Robert Rusk
- Billie Whitelaw – Hetty Porter
- Anna Massey – Barbara Jane "Babs" Milligan
- Barbara Leigh-Hunt – Brenda Margaret Blaney
- Bernard Cribbins – Felix Forsythe
- Vivien Merchant – Mrs. Oxford
- Michael Bates – Sergeant Spearman
- Jean Marsh – Monica Barling
- Clive Swift – Johnny Porter
- Madge Ryan – Mrs. Davison
- Elsie Randolph – Gladys
- John Boxer – Sir George
- George Tovey – Neville Salt
- Alfred Hitchcock – rallyåskådare